# مجله رسمی نینتندو
مجله رسمی نینتندو (به انگلیسی: Official Nintendo Magazine) یک مجله‌ی بریتانیایی و استرالیایی دربارهٔ کنسول‌های بازی نینتندو دی‌اس، نینتندو ۳دی‌اس، وی و وی یو شرکت نینتندو می‌باشد.
این مجله در ابتدا توسط شرکت ئی‌ام‌ای‌پی(اُسی‌ال‌سی ۵۲۰۸۰۶۲۲) با عنوان مجلهٔ سیستم نینتاندو منتشر می‌شد که به کنسول‌های ان‌ئی‌تی، سوپر نینتندو و گیم بوی می‌پرداخت. بعدها به نام‌های مجلهٔ نینتندو، مجلهٔ رسمی نینتندو و مجلهٔ رسمی نینتندو بریتانیا تغییر کرد. این مجله دوازده سال توسط ئی‌ام‌ای‌پی منتشر شد تا آنکه امتیازش به فیوچر پی‌ال‌سی(اُسی‌ال‌سی ۴۶۳۹۰۴۴۴) فروخته شد.
فیوچر پی‌ال‌سی اولین شمارهٔ مجله رسمی نینتندو را در ۱۶ فرویه ۲۰۰۶ منتشر نمود.